# Roberto Martínez Vera-Tudela
Roberto Martínez Vera-Tudela (Lima, 3 dicembre 1967) è un ex calciatore peruviano, di ruolo centrocampista.